# Eric Lobron
Eric Lobron est un joueur d'échecs allemand né le 7 mai 1960 à Germantown (Philadelphie). Grand maître international depuis 1982, il a remporté le championnat d'Allemagne de l'Ouest en 1980 et 1984, ainsi que le Festival de Bienne en 1981 et 1985.

## Biographie
Eric Lobron est né aux États-Unis. Il vint habiter à Wiesbaden en Allemagne de l'Ouest à l'âge de cinq ans. 
Il vit depuis 2004 avec le mannequin Carmen Kass.

## Carrière

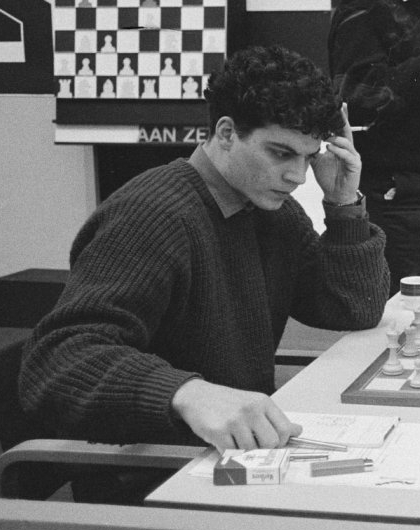
Eric Lobron en 1985

### Champion d'Allemagne
En 1978, il remporta le championnat d'Allemagne junior à Dillingen (Bavière) puis le championnat d'Allemagne adulte deux ans plus tard, en 1980, et en 1984.

### Tournois internationaux

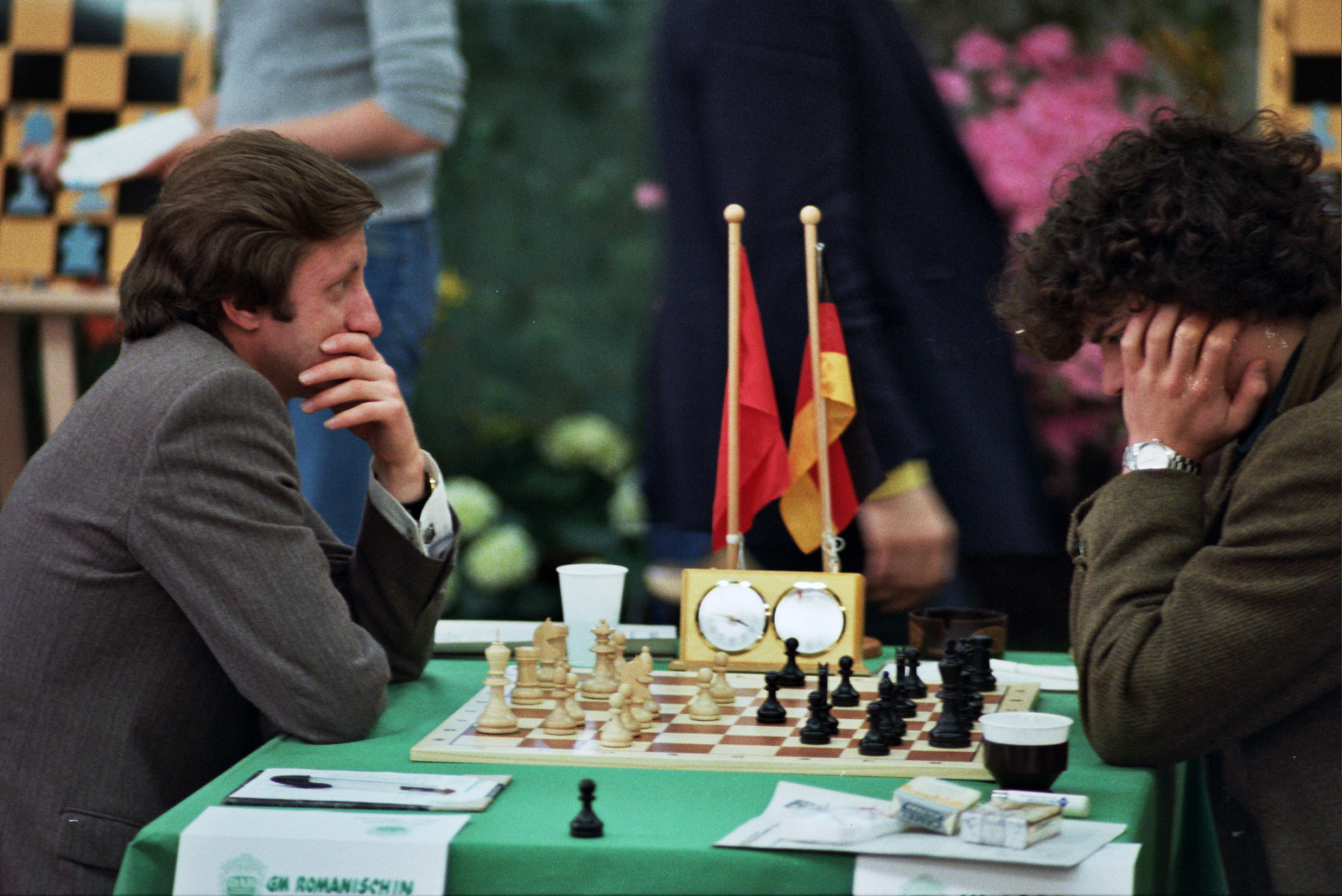
Eric Lobron (à droite) au tournoi de Dortmund en 1982.

Eric Lobron a remporté le Festival de Bienne en 1981, ex æquo avec Vlastimil Hort et en 1985, ex æquo avec Lev Polougaïevski.
En 1982, il remporta les tournois de Ramat Hasharon et de Manille (ex æquo avec Polougaïevski).  Il reçut la même année le titre de grand maître international de la Fédération internationale des échecs.
En 1983, il gagna à New York. En 1984, il remporta le tournoi de Berlin-Ouest ; en 1985, Manhattan ; en 1987, celui de Ter Apel ; en 1988, Lyon (ex æquo avec Simen Agdestein), Cannes, Pékin et Amsterdam B.
En 1992, Lobron fut battu en finale du tournoi SWIFT (tournoi semi-rapide) par Michael Adams.
Dans le championnat d'Allemagne par équipes (la Bundesliga), Lobron a joué pour l'équipe de Wiesbaden.

### Tournois interzonaux
Lors du tournoi interzonal de Manille en 1990, Lobron finit 46e avec 6 points sur 13.
En 1993, il finit premier du tournoi zonal de Graz, puis 35e du tournoi interzonal de Bienne (6,5 points sur 13). La même année, il termina 10e-19e du tournoi de sélection pour le championnat du monde d'échecs PCA, à Groningue en 1993, avec 6,5 points sur 11 (+ 3 –1 =7), à un demi-point du dernier qualifié pour le tournoi des candidats de la PCA.

### Classement Elo
Le meilleur classement Elo d'Eric Lobron publié par la FIDE a été une vingtième place en juillet 1992 (2 625 points Elo).

### Olympiades

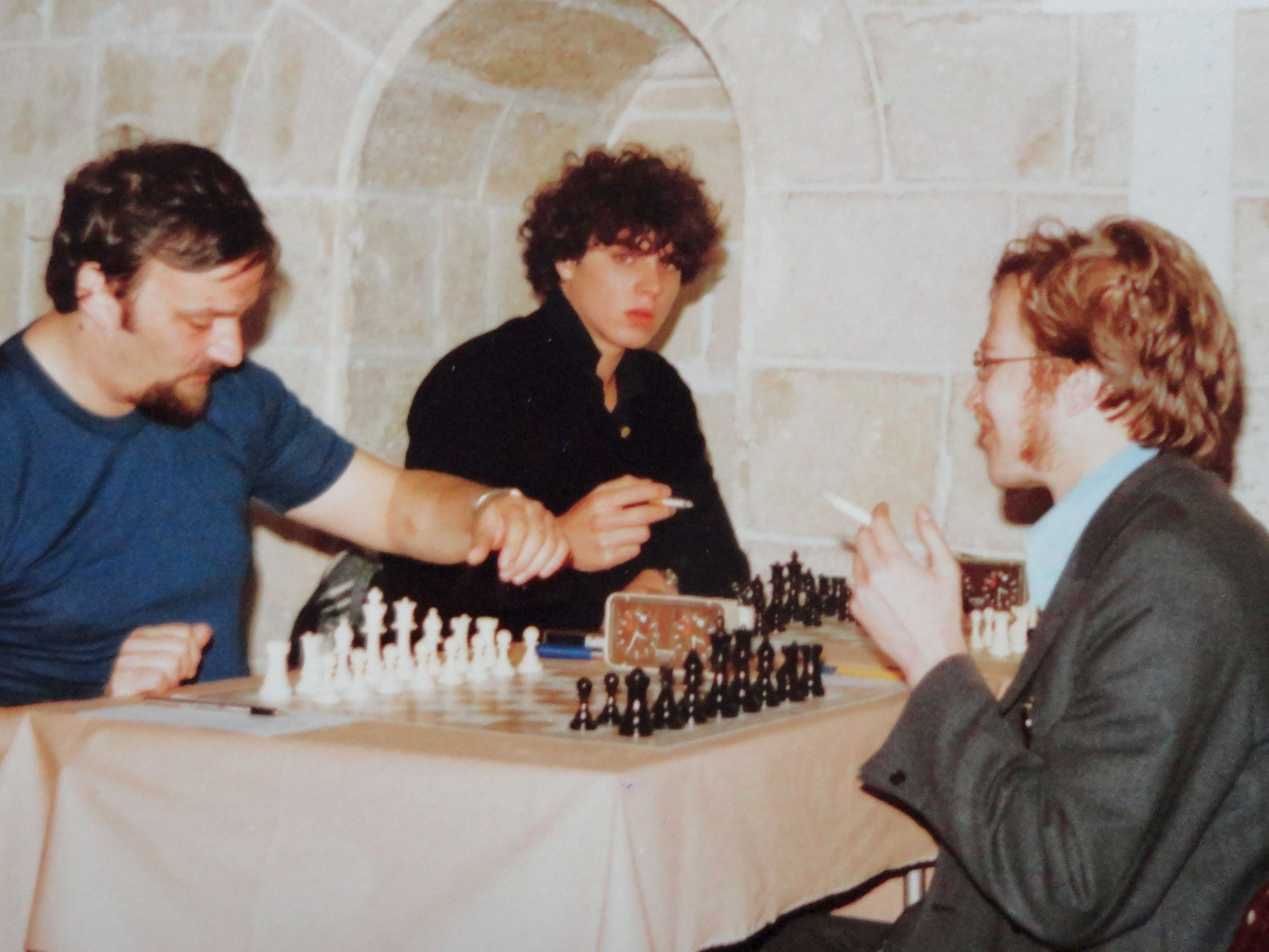
Eric Lobron (au centre) à l'olympiade de Malte en 1980.

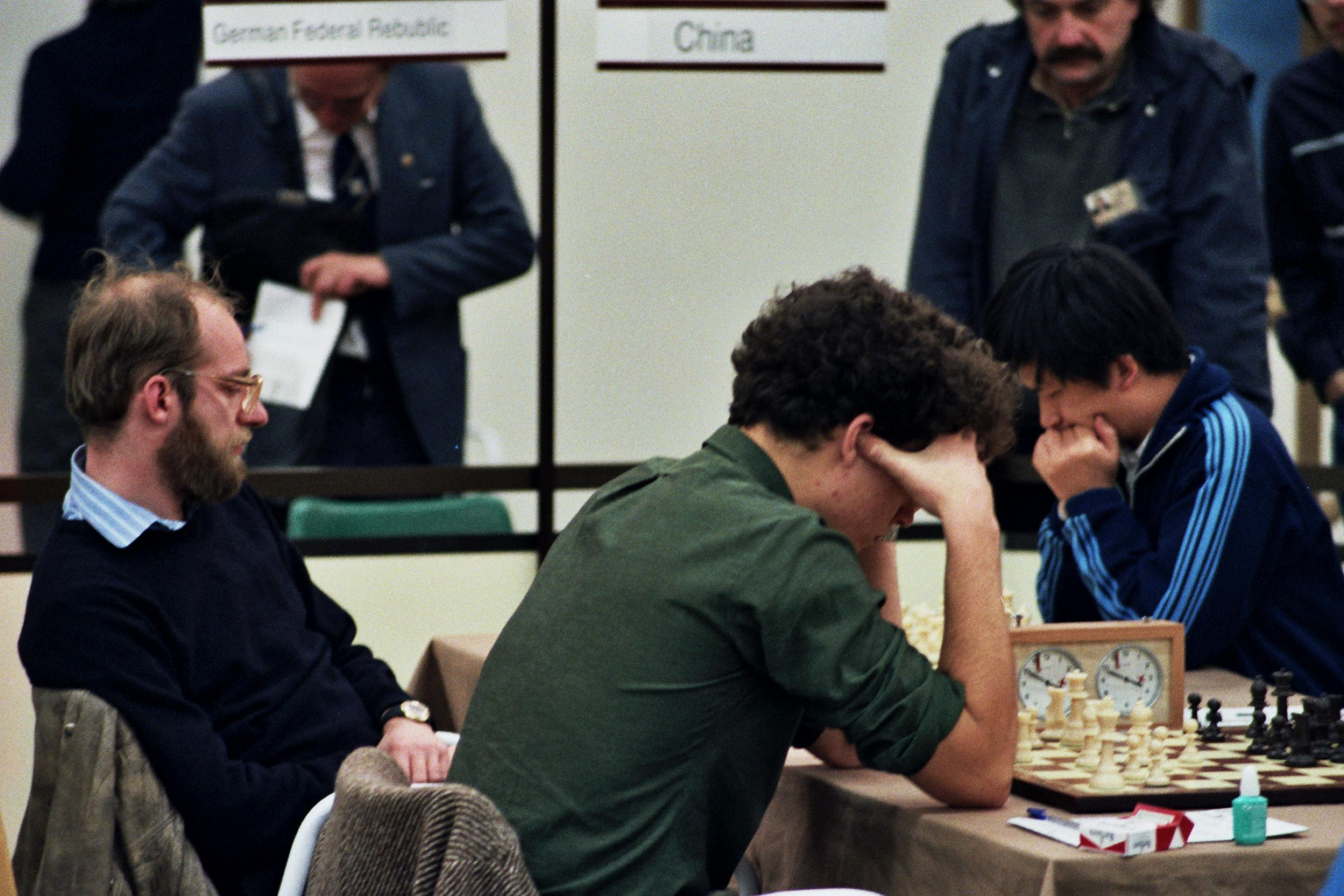
Eric Lobron (au centre) lors de l'olympiade de 1984.

Eric Lobron a joué dans l'équipe d'Allemagne de l'Ouest lors de cinq olympiades (en 1980, 1982, 1984, 1988 et 1990) et dans l'équipe de l'Allemagne réunifiée trois fois (en 1992, 1994 et 1996). Il a remporté une médaille de bronze individuelle en 1990 à Novi Sad.
- Olympiade d'échecs de 1980 à Malte au quatrième échiquier : 5 / 10 (+3 –3 =4)
- Olympiade d'échecs de 1982 à Lucerne au quatrième échiquier : 6 / 10 (+4 –2 =4)
- Olympiade d'échecs de 1986 à Dubaï au deuxième échiquier : 6 / 12 (+4 –4 =4)
- Olympiade d'échecs de 1988 à Thessalonique au deuxième échiquier : 5 / 11 (+4 –5 =2)
- Olympiade d'échecs de 1990 à Novi Sad au troisième échiquier : 9 / 12 (+6 =6) – médaille d'argent individuelle
- Olympiade d'échecs de 1992 à Manille au deuxième échiquier : 7,5 / 12 (+4 –1 =7)
- Olympiade d'échecs de 1994 à Moscou au troisième échiquier : 6,5 / 11 (+4 –2 =5)
- Olympiade d'échecs de 1996 à Erevan au quatrième échiquier : 4,5 / 9 (+3 –3 =3)

## Publication
- (de) avec Frank Grzesik, Schacholympiade Thessaloniki 1984, Edition Marco, Schachverlag Nickel, Berlin, 1985,  (ISBN 3-924833-02-8)